# Панайотопулос, Афанасиос
Афана́сиос З. Панайото́пулос (греч. Αθανάσιος Ζ. Παναγιωτόπουλος, англ. Athanassios Z. Panagiotopoulos; род. Греция) — американский учёный греческого происхождения, специалист в области химической технологии и физической химии. Профессор (с 2000 года) и заведующий кафедрой химической технологии и биоинженерии (с 2016 года) факультета инженерии и прикладных наук Принстонского университета. Имеет h-индекс равный 62 и был процитирован более 14 900 раз.

## Биография

### Образование
В 1982 году окончил Афинский национальный технический университет с дипломом в области химической технологии.
В 1986 году получил степень доктора философии в области химической технологии в Массачусетском технологическом институте.
В 1986—1987 годах — постдокторант в Оксфордском университете, где занимался исследованиями в области физической химии.

### Карьера
В 1987—1999 годах преподавал на факультете химической технологии Корнеллского университета, последовательно занимая позиции ассистент-профессора (1987—1992), ассоциированного профессора (1992—1997) и профессора (1998—1999).
В 1993—1994 годах — приглашённый ученый в Центре ядерных исследований «Демокрит».
В 1997—2000 годах — преподаватель в Институте физических наук и технологии, а также кафедры химической технологии Мэрилендского университета в Колледж-Парке.
С 2000 года работает на кафедре химической технологии и биоинженерии факультета инженерии и прикладных наук Принстонского университета, последовательно занимая позиции профессора (2000—2006), именного профессора (с 2007 года), руководителя дипломных работ (2003—2005, 2013—2014) и заведующего кафедрой (с 2016 года).
Принимал участие в многочисленных научных конференциях, презентациях, семинарах и лекциях.

#### Членство врецензируемыхнаучных журналахи пр.
- «Molecular Physics[англ.]»: редакционная коллегия (1998—2007), консультативный совет (с 2008 года).
- «Cambridge Series in Chemical Engineering»: редакционная коллегия (с 2006 года)[5].
- «AIChE Journal»: консультирующая редакционная коллегия (с 2012 года).
- «Journal of Chemical & Engineering Data»: редакционно-издательский совет (с 2016 года)[3][6][7].

## Научно-исследовательская работа
Область научных интересов: методы Монте-Карло, ионогенные и биологические системы, самосборка поверхностно-активных веществ, полимеры, термодинамический анализ процессов, ионные жидкости и их применение, вычислительное материаловедение, наука об окружающей среде, экологическая технология и энергетика (совместно с Яннисом Кеврекидисом и др.), а также синтез, обработка, структура и свойства материалов, термодинамика и статистическая механика.
Исследовательская группа Панайотопулоса сосредоточена на разработке и применении методов теоретического и компьютерного моделирования для изучения свойств жидкостей и материалов, при этом основной упор делается на молекулярные модели. Особое значение придаётся разработке новых алгоритмов моделирования свободных энергий и фазовых переходов. Примером такого метода является моделирование канонического ансамбля Гиббса методом Монте-Карло.
Одни из последних работ посвящены изучению самосборки поверхностно-активных веществ и наночастиц, термодинамических и транспортных свойств водно-электролитных систем, жидких металлов в качестве плазменных облицовочных компонентов и многомасштабного моделирования реологии комплексных жидкостей.

## Публикации
Является автором более 250 технических статей, а также учебника для студентов ВУЗов «Essential Thermodynamics: An undergraduate textbook for chemical engineers» (2011).

## Членство в организациях
- 2004 — член Национальной инженерной академии США.
- 2012 — фелло Американской академии искусств и наук.
- 2012 — фелло Американской ассоциации содействия развитию науки.
- 2014 — фелло Американского института инженеров-химиков[англ.].
- член Американского химического общества.
- член Американского физического общества[3].

## Награды и почести
- 1989 — Президентская премия для молодого исследователя[англ.] от Национального научного фонда США.
- 1992 — Премия «Преподаватель-Учёный» от Фонда Камия и Генри Дрейфусов[англ.].
- 1995 — Премия Аллана Ф. Колбёрна по прикладной химической термодинамике.
- 1998 — Премия Джона М. Прозница от Американского института инженеров-химиков[2][3][10].